# Geschichte Omans
Die Geschichte Omans umfasst die Entwicklungen auf dem Gebiet des Sultanats Oman von der Urgeschichte bis zur Gegenwart.

## Altertum
Im südöstlichen Arabien entstanden schon im 3. Jahrtausend v. Chr. hochentwickelte Kulturen. Die bedeutendste davon ist die Umm-an-Nar-Kultur (2700–2000 v. Chr.), welche nach einem Fundort bei Abu Dhabi benannt wurde und sich auf den heutigen Gebieten der Vereinigten Arabischen Emirate und Nordoman ausdehnte. Sie pflegte enge Handelskontakte zu den Sumerern in Mesopotamien sowie zur Induskultur im heutigen Pakistan. In der sumerischen Überlieferung wird als wichtiger Handelspartner das Land Magan (auch: Makan, Makkan) genannt, das nach derzeitigem Forschungsstand das Gebiet des heutigen Nordoman umfasste. Für den Handel zwischen Sumerern und der Induskultur stellte Magan eine wichtige Zwischenstation dar. Im Inneren des Landes blühte die bronzezeitliche Wadi-Suq-Kultur, die von verschiedenen Fundstätten, wie den Friedhöfen bei Salut bekannt ist.

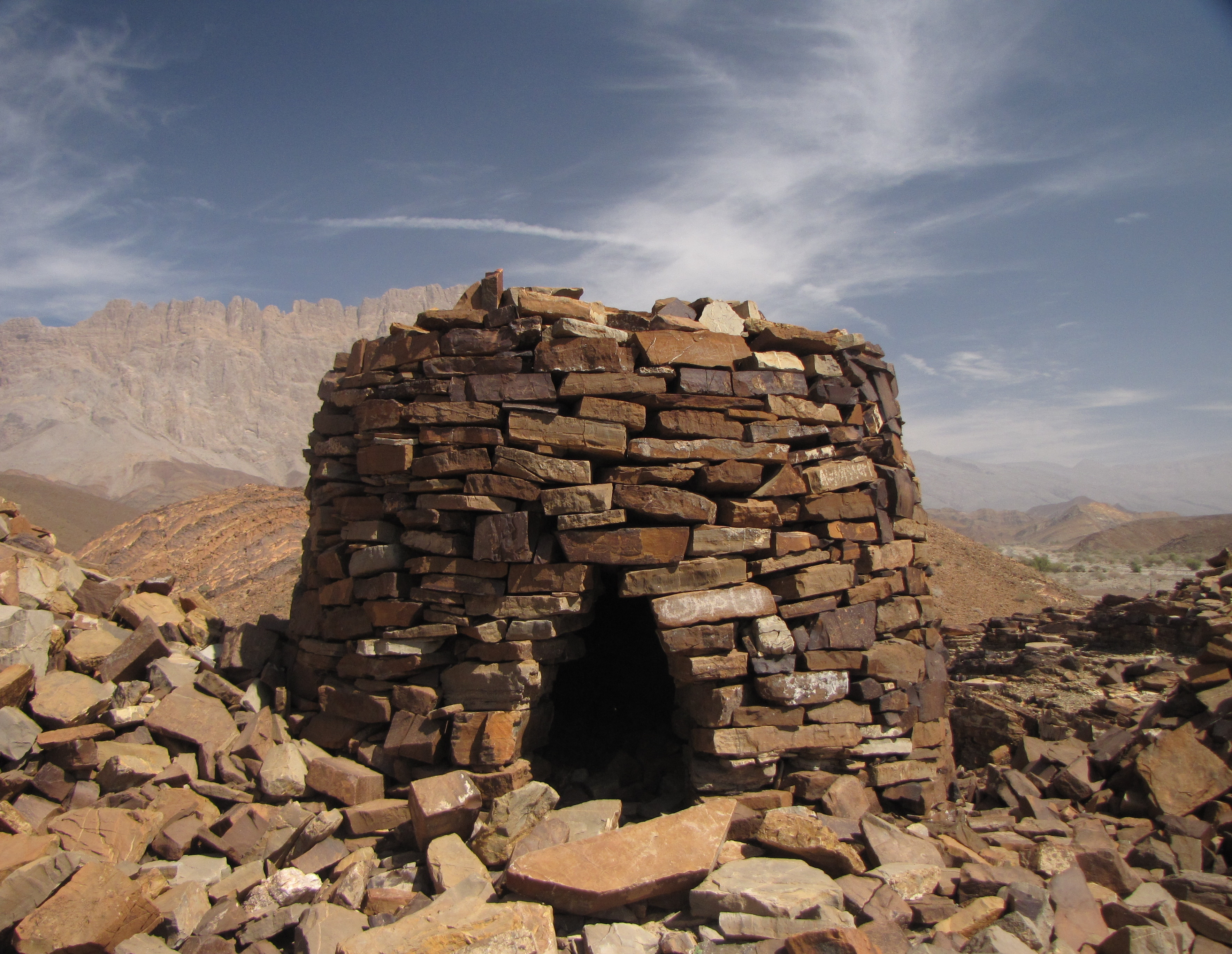
Eines der sog. Bienenkorbgräber von al-Ain aus dem 3. Jt. v. Chr.

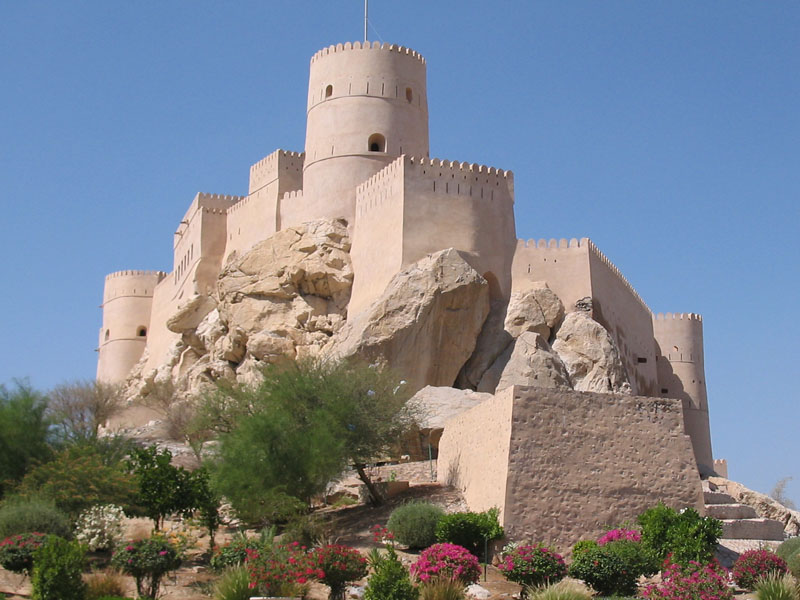
Die Grundlage für die Festung von Nachal wurde in der Zeit der sassanidischen Besatzung gelegt.

Eine große Bedeutung im damaligen Handelssystem hatte das Land außerdem wegen seines umfangreichen Kupferbergbaus, da Kupfer ein Grundmetall für die Herstellung von Bronze war. Auf dem Höhepunkt der Kupferproduktion zwischen 2200 v. Chr. und 1900 v. Chr. sollen 2000 bis 4000 Tonnen Kupfer produziert worden sein. Darüber hinaus wurden aus Magan auch Steine exportiert. So berichtet Gudea von Lagasch von Diorit-Importen aus Magan zur Herstellung von Statuen. Der Handel wurde mit Schiffen abgewickelt, die eine Ladekapazität von bis zu 20 t hatten. Wenn auch über die handelspolitische Bedeutung von Magan einiges bekannt ist, so sind die Kenntnisse über die politische Organisation des Landes gering. Es scheint aber zumindest ein Fürstentum oder Königreich gegeben zu haben, da Naram-Sin von Akkad um 2200 v. Chr. von einem Sieg über König Manium von Magan berichtet.
Um 1800 v. Chr. verlor Magan mit dem Untergang der Induskultur und dem Ende direkter Handelsverbindungen nach Mesopotamien seine Bedeutung. Zwar wurde weiter Kupfer abgebaut und exportiert, doch zog Dilmun/Bahrain nun den Zwischenhandel an sich. Zu dieser Zeit verschwindet Magan aus den sumerischen Quellen. Ein Grund war wohl auch, dass der Kupferbedarf Mesopotamiens zunehmend von Zypern gedeckt werden konnte.
Das Bewässerungssystem der Afladsch einführend, eroberten im 6. Jahrhundert v. Chr. erstmals die Perser die Küsten Omans. Im 2. Jahrhundert n. Chr. vertrieb dann der aus dem Jemen kommende Araberstamm der Azd die Parther aus dem Land und siedelte sich in Oman an. Nachdem die Küstengebiete später wieder von den persischen Sassaniden beherrscht worden waren, unter denen Mazun/Suhar zu einem bedeutenden Handelszentrum in der Golfregion aufstieg, wurde das Reich der Azd mit dem Zentrum Nizwa im 7. Jahrhundert von den Muslimen unterworfen. Die zu den Azd gehörende Dschulanda-Dynastie hielt sich unter den Kalifendynastien der Umayyaden und Abbasiden allerdings noch bis zum Ende des 8. Jahrhunderts an der Macht.

## Früher Islam
Die islamische Geschichte Omans beginnt mit der Ankunft einer Delegation der Azd in Medina und der Entsendung des Prophetengefährten ʿAmr ibn al-ʿĀs nach Oman, die auf die Zeit zwischen 627 und 632 datiert wird. Nach dem Tode Mohammeds im Jahre 632 kam es in dem omanischen Ort Dibā zu einem Aufstand gegen die islamische Regierung in Medina, der von Laqīt ibn Mālik aus dem Stamm der Azd angeführt wurde. Die islamischen Quellen berichten, dass er selbst wie ein Prophet auftrat. Im 8. Jahrhundert breitete sich in Oman die charidschitische Lehre der Ibaditen aus, deren erster Imam noch aus der Dschulanda-Dynastie stammte und 751 im Rahmen einer Strafexpedition des Abbasidenkalifen as-Saffah getötet wurde.

## Das zweite ibaditische Imamat (793–893)
Im Jahre 793 errichteten die Ibaditen ein zweites Imamat in Oman, das bis 893 bestand und zeitweise auch den Hadramaut mitumfasste. Zu den ibaditischen Imamen, die in dieser Zeit über Oman herrschten, gehörten Muhammad ibn Abī ʿAffān (reg. 793–795), al-Wārith ibn Kaʿb (reg. 795–807), Ghassān ibn ʿAbdallāh al-Yahmadī (reg. 808–823), ʿAbd al-Malik ibn Humaid (reg. 823–840) und al-Muhannā ibn Dschaifar (reg. 840–851) und as-Salt ibn Mālik (reg. 851–886). Während der Herrschaft von Imam as-Salt kam es in Oman zu heftigen politischen Auseinandersetzungen, die schließlich 886 zur Absetzung as-Salts und Einsetzung von Rāschid ibn an-Nadr durch Mūsā ibn Mūsā, den führenden Gelehrten aus der Banū-Sama-Familie, führten. Zwei Gelehrte, die mit der Absetzung von as-Salt ibn Mālik nicht einverstanden waren, Ibn Chumais al-Charūsī und Abū Qahtān al-Haddschārī, verfassten in dieser Zeit politische Pamphlete, in denen sie as-Salts Anspruch auf das Imamat mit historischen Argumenten verteidigten. Diese Werke stellen wichtige Quellen zur frühen islamischen Geschichte des Omans dar.
Während Rāschids Herrschaft (886–890) verschärften sich die politischen Auseinandersetzungen zwischen den beiden Lagern und nahmen den Charakter eines Stammeskrieges an. Die Anhänger von Rāschid betrachteten sich hierbei als Nordaraber und nannten sich nach deren Vorfahren Nizār ibn Maʿadd als Nizāriten, seine Gegner, die von den Banū Hināʾ angeführt wurden, sahen sich als Südaraber und bezeichneten sich dementsprechend als Yamaniten. Nachdem Mūsā ibn Mūsā 890 Rāschid abgesetzt und durch den Imam ʿAzzān ibn Tamīm ausgetauscht hatte, änderte sich die politische Konstellation. Opposition gegen das Imamat kam nun von der nizāritischen Partei. Diese wählte sich mit al-Hauwārī ibn ʿAbdallāh einen eigenen Imam, der in Suhar residierte. 891 kam es bei einem Ort namens al-Qāʿ zu einer Schlacht zwischen den beiden Lagern, die mit einer Niederlage der Nizāriten endete. Zwei Scheiche der Nizāriten wandten sich daraufhin hilfesuchend an die Abbasiden. Diese sandten 893 Truppen nach Oman und bereiteten dem zweiten ibaditischen Imamat ein Ende.

## Oman im Mittelalter
Im frühen 10. Jahrhundert waren die Qarmaten in Oman aktiv und bedrohten von hier aus das Bagdader Kalifat. Seit sich das Zentrum des Kalifenreichs durch die Gründung von Bagdad in den Irak verlagert hatte, gewann die Golfregion, und damit auch Oman, wieder verstärkte Bedeutung im internationalen Handel. Vom 8. bis ins 10. Jahrhundert war Suhar einer der bedeutendsten Handelshäfen der islamischen Welt. Der Handel erstreckte sich bis nach Ostafrika und Hinterindien, sowie vor dem Huang Chao-Aufstand (ca. 878) regelmäßig bis China, wobei auch chinesische Schiffe nach Oman und in den Golf kamen. Ein schwerer Schlag für den omanischen Seehandel war die Zerstörung von Suhar durch die persischen Buyiden (965), die damit die Konkurrenz für die von ihnen beherrschten Häfen Basra und Siraf ausschalten wollten. Mit Suhar kamen um 972 auch andere Küstengebiete Omans unter die Herrschaft der Buyiden, welche hier um 1000 die einheimische Gouverneursdynastie der Mukramiden einsetzten, während im Landesinneren weiterhin die ibaditischen Imame regierten.

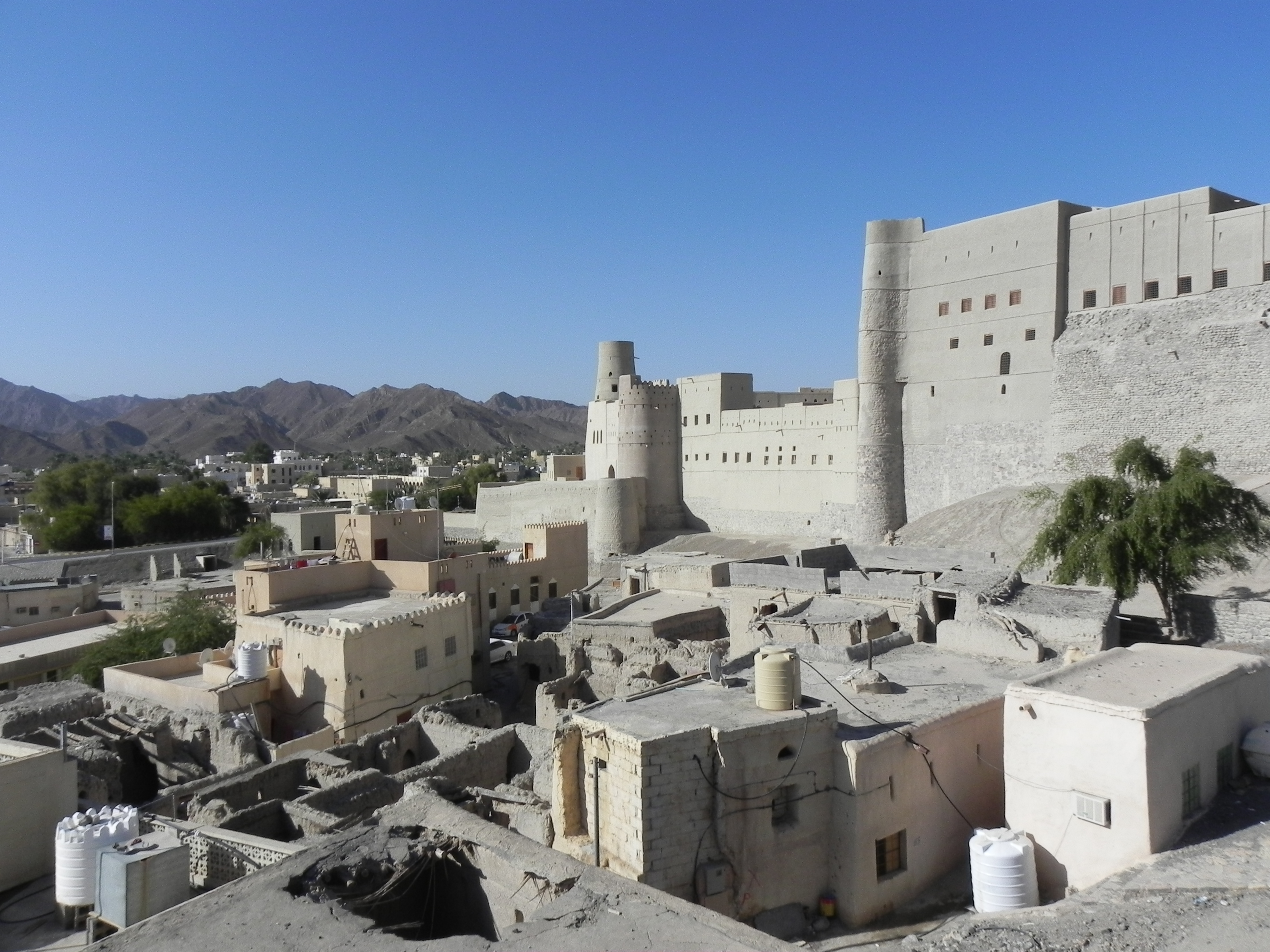
Die Nabhani-Festung Hisn Tamah in Bahla

Nachdem die Mukramiden infolge einer Revolte 1042 wieder abgesetzt worden waren, löste sich die direkte Buyiden-Herrschaft über Oman ca. 1050 in einem Aufstand der Ibaditen auf, woraufhin das Land von dem Kerman-Seldschuken Qawurd erobert wurde. Auf die Seldschukenherrschaft (etwa 1064–1153) folgte die der einheimischen Nabhani-Dynastie (1153–1436). Aus der Zeit der Nabhani-Maliks sind keine Imame bekannt. Im späten 12. Jahrhundert intervenierten die Atabegs von Fars (die Salghuriden) in Oman, 1225 wurde Suhar erneut zerstört und nach 1250 geriet die nördliche Küste unter die Herrschaft der Fürsten von Hormuz, die eine Kette befestigter Stützpunkte errichteten und bis zur Ankunft der Portugiesen Anfang des 16. Jh. den Golf kontrollierten. Für das frühe 15. Jahrhundert belegen die Quellen wieder Imame als Herrscher Omans, obwohl die Beni Nabhan noch bis ins 17. Jahrhundert beträchtlichen Einfluss ausübten. Um 1500 rückte Maskat an die Stelle von Suhar.

## Die Vorherrschaft Portugals und der Aufstieg der Yaruba-Dynastie
1507 kamen Portugiesen nach Oman, nachdem sie 1498 den Seeweg nach Indien erschlossen hatten. Sie eroberten Maskat, Sur und Suhar, mussten sich aber gegen Osmanen, Engländer, Niederländer und Perser verteidigen.
1624 gelangte die Yaruba-Dynastie an die Macht und vertrieb schließlich die Portugiesen nach der Vereinigung des Landes unter ihrer Herrschaft. Darauf entwickelte sich Oman schnell zur bedeutenden Seemacht im Indischen Ozean und begann, die Portugiesen aus ihren ostafrikanischen Kolonien zu vertreiben. Von ihren Stützpunkten in Ostafrika betrieben die omanischen Händler einen gewinnbringenden Sklavenhandel mit der islamischen Welt. Als auf Grund von Machtkämpfen in der Yaruba-Dynastie ein Bürgerkrieg ausbrach (1720–1746), versuchten die Perser, das Land zu erobern, wurden aber von Ahmad ibn Said abgewehrt. Dieser gründete darauf 1746 die bis heute regierende Said-Dynastie.

## Oman unter der Said-Dynastie
Unter der Said-Dynastie wurde Oman befriedet und Teile Ostafrikas wieder unterworfen. Erneut stieg Oman zu einer bedeutenden Seemacht im Indischen Ozean auf. Unter Said ibn Sultan (1804–1856) verlagerte sich der Schwerpunkt des Reichs aber an die wirtschaftlich prosperierende Küste Ostafrikas (Sklavenhandel, Anbau von Gewürznelken), wobei Sansibar neue Residenz der Herrscher wurde.
Nach Machtkämpfen innerhalb der Dynastie erreichte Großbritannien 1861 die Teilung des Reichs in das Sultanat Oman und das Sultanat Sansibar. Dies führte zum wirtschaftlichen Niedergang Omans, da die Zolleinnahmen aus den afrikanischen Häfen entfielen. Seine Handelsflotte konnte mit den neuen europäischen Dampfschiffen nicht konkurrieren, der Sklavenhandel wurde verboten. Oman geriet dadurch in die Abhängigkeit von Großbritannien, das sich durch Verträge von 1891 Exklusivrechte in Oman sicherte, welche vollständig erst 1958 aufgehoben wurden.

### Zeit der Isolation
Durch den Niedergang der Wirtschaft und die Verarmung des Landes kam es zur Stagnation der Gesellschaft in weiten Bereichen. Diese wurde durch die bewusste Isolationspolitik der Sultane, besonders von Said ibn Taimur (1932–1970), verschärft. Hinzu kam die Teilung des Landes zwischen dem Sultan in Maskat und den gewählten Imamen der Ibaditen in Nizwa. Nach einem Aufstand der Stämme unter dem Imam (1915) wurde 1920 ein Friedensvertrag, der Vertrag von Sib, zwischen beiden Parteien geschlossen. Der Frieden dauerte bis 1954, als ein neuer Imam mit Unterstützung Ägyptens und Saudi-Arabiens einen neuen Aufstand heraufbeschwor und die Unabhängigkeit anstrebte. Mit Hilfe der Briten gelang es Said ibn Taimur jedoch, die Rebellen 1959 zu unterwerfen und das Land wieder zu vereinigen.
Am 8. September 1958 wurde die seit 1792 omanische Enklave Gwadar in Belutschistan an Pakistan abgetreten, nachdem Aga Khan III. dafür drei Millionen Pfund gezahlt hatte.
In den 1960er Jahren entwickelte sich die Erdölförderung zu einem bedeutenden Wirtschaftsfaktor.
In dieser Zeit trat auch die Volksfront für die Befreiung Omans vor allem in der südlichen Provinz Dhofar mit zahlreichen Guerilla-Aktionen in Erscheinung. Sie versuchte, seit 1970 von der Volksrepublik Jemen (siehe: Südjemen) unterstützt, sozialistische Ideen durchzusetzen. Die Zeit der Isolation und der Stagnation konnte erst mit dem Sturz von Said ibn Taimur durch seinen Sohn Qabus ibn Said überwunden werden (1970). 1964 kam es in Sansibar zur Revolution gegen die arabischstämmige Oberschicht des Landes. Im Januar 1964 wurden zwischen 5.000 und 20.000 arabischstämmige Sansibaris massakriert. Dies führte zu einer Flüchtlingswelle in den Oman.
→ Siehe auch Geschichte Dhofars und Persian Gulf Residency.

### Modernisierung
Der neue Herrscher Qabus ibn Said leitete die Modernisierung des Staates (in Oman wird selbst von der „Omanischen Renaissance“ gesprochen) und der Gesellschaft ein, wobei er aber seine absolute Herrschaft beibehielt.
Mit Hilfe der Erdöleinnahmen gelang in wenigen Jahrzehnten der Aufbau einer modernen Infrastruktur, eines modernen Bildungs- und Gesundheitswesen etc. Im Dezember 1972 scheiterte ein Putschversuch der hauptsächlich in Dhofar operierenden Volksfront für die Befreiung Omans und des Arabischen Golfes PFLOAG. 1975 konnte die Guerillabewegung befriedet werden. Aus Sorge um die Sicherheit des Landes nach der islamischen Revolution im Iran und der sowjetischen Intervention in Afghanistan 1979 unterzeichnete Qabus 1980 einen militärischen Beistandspakt mit den USA, der den Amerikanern im Gegenzug Militärbasen in Oman einräumte. 1981 erfolgte die Gründung des Golf-Kooperationsrates mit den benachbarten arabischen Staaten.
Im ersten Golfkrieg 1980–1988 zwischen Irak und Iran blieb Oman neutral. Oman war an der internationalen Allianz beteiligt, die im Auftrag der Vereinten Nationen im Zweiten Golfkrieg 1991 Krieg gegen den Irak führte. 1995 nahm das Land offiziell Handelsbeziehungen mit Israel auf. 1997 fror der Oman diese Beziehungen ein, nachdem Premierminister Benjamin Netanjahu den Siedlungsbau, unter anderem in Har Choma, wieder aufgenommen hatte.
2005 wurde Oman neben anderen Staaten vom Zyklon Gonu heimgesucht, der in der Hauptstadt schwere Schäden anrichtete und landesweit 50 Todesopfer forderte.

#### Frauenwahlrecht
Seit 1994 hatten Frauen ein auf bestimmte Sitze in der Beratenden Versammlung beschränktes aktives und passives Wahlrecht. Gleiche Rechte für Frauen und Männer wurden in Artikel 17 der Verfassung von 1996 verankert. 2003 wurde das allgemeine aktive und passive Wahlrecht auf nationaler Ebene rechtzeitig für die Wahlen von 2003 gewährt und damit das Frauenwahlrecht eingeführt. Im Oktober 2003 wurden bei den ersten Parlamentswahlen, bei denen alle Omanis über 21 wählen durften, zwei Frauen ins Parlament gewählt. Davor hatte es Ernennungen von Frauen nach einer beschränkten Wahl gegeben:
1. Beratende Versammlung (Madschlis asch-Schura): Zwei Frauen, 1997. Beide wurden 1997 nach einer beschränkten Wahl ernannt: 50.000 Omanis, darunter zum ersten Mal Frauen, wählten eine Gruppe von Nominierten für die Beratende Versammlung. Der Sultan ernannte aus der Gruppe der so Gewählten 82 Delegierte. Bei der nächsten Wahl, die eine erweiterte Wählerschaft zuließ, wurden beide Frauen wiedergewählt.
2. Staatsversammlung (Madschlis ad-Dawla): Vier Frauen
2007 wurde keine Frau gewählt, 2012 nur eine.